# Vitoše
Vitoše (Servisch cyrillisch Витоше) is een plaats in de Servische gemeente Brus. De plaats telt 57 inwoners (2002).